# Actinochaetopteryx japonica
Actinochaetopteryx japonica là một loài ruồi trong họ Tachinidae.